# Soltendieck
Soltendieck är en kommun och ort i Landkreis Uelzen i förbundslandet Niedersachsen i Tyskland.
Kommunen ingår i kommunalförbundet Samtgemeinde Aue tillsammans med ytterligare tre kommuner.